# Curtiss P-40
Кертисс P-40 «Уорхок» («Боевой ястреб») (англ. Curtiss P-40 Warhawk) — американский истребитель времён Второй мировой войны, разработанный корпорацией Curtiss-Wright.
Основой конструкции послужил истребитель «Хок-75» (P-36), выпускавшийся с 1936 года. С 1939 года поступил на вооружение ВВС США. Имел 19 модификаций. В общей сложности фирмой было построено почти 14 тыс. истребителей P-40 всех модификаций, которые находились на вооружении 26 вооружённых сил государств мира (в том числе 2243 самолёта были по ленд-лизу поставлены в СССР). Последний серийный P-40 сошёл с конвейера 30 ноября 1944 года.

## Модификации
XP-40
P-40
Curtiss Model 81A-1, первая серийная модификация, построено 199 шт.
P-40A
1 P-40 с установленной в хвостовой части фюзеляжа фотокамерой.
P-40B / Tomahawk IIA
P-40C / Tomahawk IIB
подвесной фюзеляжный бак, бомбодержалели, протектированные баки и другие мелкие улучшения.
P-40D / Kittyhawk Mk I
Новый, более крупный двигатель Allison с увеличенным воздухозаборником, несколько более узкий фюзеляж, изменённые фонарь кабины; ликвидированы носовые 12,7-мм пулемёты, вместо них установлены 2 дополнительных крыльевых того же калибра. Произведено менее 50 шт.
P-40E или P-40E-1 / Kittyhawk Mk IA
P-40F и P-40L / Kittyhawk Mk II или Kittyhawk Mk IIA
P-40G, RP-40G
На 43 P-40 были установлены крылья от Tomahawk Mk IIA. Из них 16 были поставлены СССР, остальные ВВС Армии США, где позже были переименованы в RP-40G.
P-40K / Kittyhawk Mk III
P-40M / Kittyhawk Mk. III
P-40N / Kittyhawk Mk IV
P-40P
XP-40Q
P-40R
Обозначение P-40F и P-40L, в 1944 году переделанных в учебные самолёты.
RP-40
TP-40
Twin P-40

## Выпуск
Принято P-40 ВВС Армии США:
| Год  | 1940 | 1941  | 1942  | 1943  | 1944  | Всего  |
| ---- | ---- | ----- | ----- | ----- | ----- | ------ |
| P-40 | 778  | 2.246 | 4.454 | 4.258 | 2.002 | 13.738 |

Принято P-40 различных модификаций британскими Королевскими ВВС:
| Название  | Модификация | Количество | Примечания                                   |
| --------- | ----------- | ---------- | -------------------------------------------- |
| Tomahawk  | Mk I        | 140        |                                              |
|           | Mk IIA      | 110        |                                              |
|           | Mk IIB      | 830        | 100 шт. передано Китаю для "Летающих тигров" |
| Kittyhawk | Mk I        | 560        |                                              |
|           | Mk IA       | 432        | заказано 1.500                               |
|           | Mk II       | 250        | из них 79 переданы Франции                   |
|           | Mk III      | 603        | из них 1 передан Франции и 170 СССР          |
|           | Mk IV       | 586        | из них 130 переданы СССР                     |
| Всего     |             | 3511       | из них 3131 для RAF                          |

## Операторы
США
- Военно-воздушные силы Армии США
- ВВС США:

 Франция
- ВВС Франции: заказанные до капитуляции Франции 100 Hawk 81A-1 (позже планировалось 230) были переданы ВВС Великобритании и Британского содружества (Tomahawk I). В конце 1942 года GC II/5, сражавшаяся в Тунисе, получила P-40Fs от американской 33-й истребительной группы и использовала их до замены на P-47D в середине 1944 года.

 Великобритания
- Королевские ВВС Великобритании:

 Канада
- Королевские ВВС Канады:

 Австралия
- ВВС Австралии:

 Новая Зеландия
- Королевские ВВС Новой Зеландии:

 Япония
- : Не менее 10 трофейных P-40E применялись в боях за Бирму (2 Hiko Chutai, 50 Hiko Sentai)

 Нидерландынесколько P-40N из состава 120-й эскадрильи ВВС Австралии сражались в Индонезии против японцев, а затем до 1949 года против местных инсургентов.
 Польша
 Китайская Республика
- Летающие тигры
- ВВС Китайской Республики: 27 P-40E, полученные в начале 1943 года зачислены в эскадрильи 4-й Авиагруппы

 СССР
- ВВС СССР: поставлялись по программе ленд-лиза с конца августа 1941 по декабрь 1944, всего было получено 2425 шт. (2097 шт. из США и 230 шт. из Великобритании), их первое боевое применение имело место в ноябре — декабре 1941 года. Полные ремкомплекты и запасные моторы по программе ленд-лиза в СССР не поставлялись (несмотря на просьбы советской стороны), в результате с весны 1942 года самолёты начали выходить из строя по техническому состоянию. В дальнейшем, до 40 истребителей P-40 были переоборудованы в авиамастерских 13-й воздушной армии Ленинградского фронта (на них установили советские авиадвигатели М-105П и М-105Р), ещё один P-40E был переоборудован в двухместный самолёт-разведчик[4]. В ВВС РККА, среди пилотов, Р-40 получил название «чудо безмоторной авиации». Это объяснялось тем, что двигатель самолёта не был рассчитан на суровые климатические условия северной части Советского Союза (а именно на севере было дислоцировано большинство Р-40) и часто давал сбои. С другой стороны, советские пилоты постоянно использовали форсаж, в то время как по наставлению форсаж разрешалось использовать только в крайних случаях, так как постоянное использование форсажа пагубно влияет на двигатель, сильно сокращая его ресурс.

 Финляндияодин P-40M-10-CU 43–5925, "белый 23" под обозначением KH-51 (KH — "Kittyhawk", данный самолёт относился к типу Kittyhawk III). Этот P-40 числился в эскадрилье HLeLv 32, но из-за дефицита запчастей почти не летал, за вычетом оценочных полётов.
 Бразилия
 Чили
 Турция

## Тактико-технические характеристики (P-40E)

### Технические характеристики
- Экипаж: 1 человек
- Длина: 9,66 м
- Размах крыла: 11,38 м
- Высота: 3,76 м
- Площадь крыла: 21,92 м²
- Масса пустого: 2880 кг
- Масса снаряжённого: 3760 кг
- Максимальная взлётная масса: 4000 кг
- Двигатели: 1× V-12 Allison V-1710-39 мощностью 1150 л. с. (860 кВт)

### Лётные характеристики
- Максимальная скорость: 580 км/ч
- Крейсерская скорость: 435 км/ч
- Практическая дальность: 1100 км
- Практический потолок: 8800 м
- Скороподъёмность: 11 м/с
- Нагрузка на крыло: 171,5 кг/м²
- Тяговооружённость: 230 Вт/кг

### Вооружение
- Пулемётное вооружение: 6× 12,7 мм (.50 дюйма) пулемётов «Браунинг M2», 281 патрон на ствол
- Бомбовая нагрузка: 680 кг (максимальная)
  - 3× 227 кг бомбы